# Поп (карта)
Вижте пояснителната страница за други значения на Поп.
Поп е карта за игра с изображение на цар. Числовата му стойност е по-голяма от тази на Дамата и съответства на 13. В блекджек стойността му е 10.
На различни езици има различно наименование и символ:
- Русия – „К“ (на руски: король)
- САЩ – „К“ (на английски: King).
- Франция – „R“ (на френски: Roi)
- Германия – „K“ (на немски: König)

Обикновено в стандартните колоди карти попът не изобразява някаква конкретна историческа или библейска личност. Но в някои случаи има съответствие, макар поповете да се свързват с различни личности – например Давид, библейският цар, Александър Македонски, Юлий Цезар, Соломон, Октавиан Август и други.

## Примерни карти
| Поп спатия | Поп каро | Поп купа | Поп пика |
| ---------- | -------- | -------- | -------- |
| поп спатия | поп каро | поп купа | поп пика |